# 関弘巳
関 弘巳（せき ひろみ、1953年 - ）は、元アマチュア野球選手・指導者である。ポジションは外野手。

## 来歴・人物
中京高校では三塁手として活躍。1971年春季中部大会に進むが、1回戦で三重高に敗退。
高校卒業後は明治大学に入学し外野手に転向。東京六大学野球リーグでは3回の優勝を経験する。1975年は丸山清光（朝日新聞）、名取和彦の両エースを擁し春秋季連続優勝。秋季リーグではベストナイン（外野手）に選ばれた。
大学卒業後は社会人野球の日本鋼管福山に入団した。1977年の都市対抗に出場するが、2回戦で熊谷組の久保田美郎に完封負けを喫する。同年の社会人ベストナインに選ばれた。1978年の都市対抗でも準々決勝に進むが、またも熊谷組の小林秀一に抑えられ敗退。同年の第25回世界アマチュア野球選手権大会の日本代表にも選ばれている。